# 查帕諾夫峰

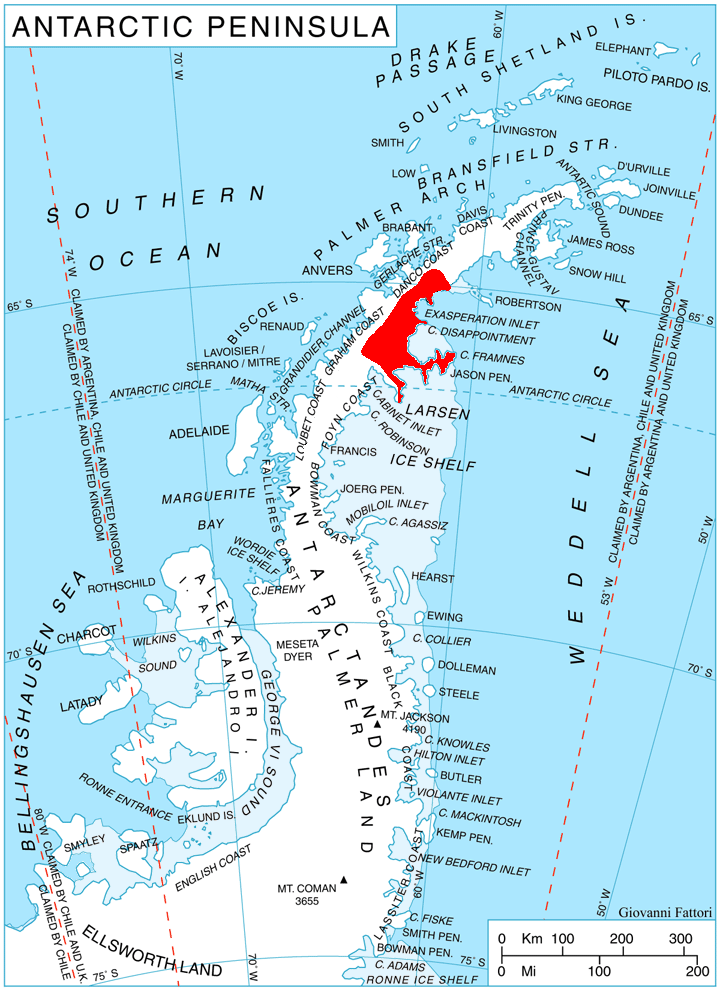

查帕諾夫峰（英語：Chapanov Peak）是南極洲的山峰，位於奧斯卡二世海岸，處於扎哈里耶夫峰東南面2.58公里，屬於梅特利奇納嶺的一部分，海拔高度600米，現時由南極條約體系管理。